# 동부바르바스텔레박쥐
동부바르바스텔레박쥐 또는 아시아바르바스텔레박쥐(Barbastella leucomelas)는 애기박쥐과에 속하는 박쥐의 일종이다. 서식지는 온대 기후 지역 숲과 동굴이다. 서식지 감소로 멸종 위협을 받고 있다. 이집트(시나이반도)와 이스라엘, 사우디아라비아, 에리트레아, 아프가니스탄, 아르메니아, 조지아, 러시아, 우즈베키스탄, 키르기스스탄, 투르크메니스탄, 이란, 인도, 파키스탄, 부탄, 네팔, 중국(윈난성, 쓰촨성, 간쑤성, 산시성, 칭하이성, 내몽골 자치구, 신장 위구르 자치구), 중화민국, 일본(홋카이도, 혼슈, 시코쿠)에서 발견된다.